# La depressione è un periodo dell'anno
La depressione è un periodo dell'anno è un singolo del rapper italiano Willie Peyote, pubblicato il 13 novembre 2020.

## Descrizione
Il brano rappresenta una riflessione negativa dell'artista verso la gestione della pandemia di COVID-19 in Italia:
Dal punto di vista musicale si tratta di un brano hip hop caratterizzata da influenze black e da un'introduzione gospel.

## Tracce
Testi e musiche di Guglielmo Bruno, Daniele Bronzini, Carlo Cavalieri D'Oro e Luca Romeo.
1. La depressione è un periodo dell'anno – 3:37